# لجان المقاومة السودانية
لجان المقاومة :
هي شبكات حية غير رسمية تتكون من مواطنين سودانيين بدأوا في تنظيم  تظاهرات ضد نظام البشير عام 2013 ثم نفذوا  العصيان المدني ضد حكومة عمر البشير في عام 2016 تحت اسم حركة 27 نوفمبر    ثم اصبح بعضهم  شبكة منظمة رئيسية تلعب دورا رئيسيا خلال الثورة السودانية باسم لجان المقاومة و الجزء الاخر ظل يعمل  باسم حركة 27 نوفمبر  .

## التأسيس
في عام 2013، تعاملت قوات الأمن مع التظاهرات التي عمت البلاد احتجاجا  على خفض دعم الوقود والغاز خلال حكومة عمر البشير، مما أسفر عن مقتل 200 محتج واحتجاز 200 آخرين. ورداً على ذلك،  تم إنشاء لجان مقاومة في شكل مجموعات متكونة عادة من ثلاثة إلى خمسة أفراد، لتنظيم أنشطة العصيان المدني على نطاق مصغر. خلال  حيث نفذت هذه المجموعات مجتمعة بعصيان المدني الشهير في 27  نوفمبر 2016 تحت اسم حركة 27 نوفمبر ، ثم طورت اللجان بعد ذلك  ذلك  شبكة فضفاضة عمل جزء منها في تنظيم الأحياء في المدن المختلفة وعمل جزء منها من خلال حركة 27 نوفمبر في نشر الوعي من خلال بس فديوهات عبر الفيسبوك و تحريض الشعب علي الثورة ضد نظام البشير .
في نهاية عام 2016، نظمت حركة 27 نوفمبر  حملة عصيان مدني لمدة 3 أيام أضرب خلالها الأطباء والصيادلة عن التكاليف الطبية و «تدهور البيئة الطبية». مما حفز اعضاء حركة 27 نوفمبر و لجان  المقاومة على تنظيم انفسهم مستخدمين منصة حركة 27 نوفمبر في الفيسبوك  حيث قامت  بتطوير  خطط عملها على المستوى الوطني بشكل أفضل في عام 2017. حيث أجرت حملة للكتابات على الجدران ووزعت 20000 منشور حول قضايا تشمل الوصول إلى المياه ومصادرة الأراضي الحكومية.

## الكيان العام
بحلول مايو 2019، كانت لجان المقاومة السودانية تتوفر على مجلس منتخب على المستوى الوطني وفروع في «العديد من المدن» في السودان.
في يوليو 2019، بقي الهيكل العام للتنظيم عبارة عن «شبكة لامركزية من الناشطين» تقاوم أجهزة الاستخبارات السودانية. كانت استقلالية اللجان السكنية المحلية والتنسيق الجغرافي بين المناطق المجاورة من العوامل الفعالة لاستمرارية اللجان خلال قطع الإنترنت في أعقاب مذبحة الخرطوم في 3 يونيو.
صرح المشاركون في مقابلات موقع «ميدل إيست آي» أن لجان المقاومة كانت شائعة بين الشباب السوداني، الذين شعروا أنهم غير ممثلين من قبل جماعات المعارضة السياسية الرسمية. أعطت اللجان الشباب «الزخم والإلهام ليكونوا جزءًا من الثورة وامتلاك مصيرهم ومستقبلهم».

## الاحتجاجات السودانية
في ديسمبر 2018، كانت هناك ثلاثون لجنة مقاومة نشطة في مدينة الخرطوم. ومع بدء الاحتجاجات السودانية في الفترة 2018-2019، انضمت الجماعات الخاملة إليها. قامت اللجان بجمع الأوراق والإطارات وعلب الرش لأعمالهم المتعلقة بالعصيان المدني. وقعت لجان المقاومة السودانية إعلان الحرية والتغيير الصادر في يناير 2019، والذي دعا إلى إقالة الرئيس عمر البشير من السلطة.
خلال الاحتجاجات، قامت لجان المقاومة مع الحفاظ على استقلاليتها بالتنسيق مع جمعية المهنيين السودانيين عبر الإنترنت عن طريق خدمات الشبكات الاجتماعية. فيما وصف موقع ميدل إيست آي لجان المقاومة بأنها «بالغة الأهمية للنجاح» في الاحتجاجات الضخمة التي نُظمت في 30 يونيو 2019 في شوارع السودان. حيث كانت تلك أول مسيرات كبرى منذ مذبحة الخرطوم في 3 يونيو من نفس السنة. هدفت المسيرات مثل سابقاتها من الاحتجاجات، إلى الضغط مرة أخرى على المجلس العسكري الانتقالي لنقل السلطة إلى السلطة المدنية.
في وقت سابق من يونيو، نسب المجلس العسكري الانتقالي عرقلة الطرقات من طرف لجان المقاومة باعتبارها مسؤولية قوى إعلان الحرية والتغيير، مؤكدا بأن هذه الإجراءات كانت «ضد القانون والقواعد وشكلت جريمة كاملة ضد المواطنين بسبب انتهاك حرياتهم ومنعهم من ممارسة حياتهم الطبيعية».
لم توافق بعض لجان المقاومة عن الصفقة الشفوية التي تم التوصل إليها في 5 يوليو بين المجلس العسكري الانتقالي وقوى إعلان الحرية والتغيير. صرح وليد عمر التابع للجنة مقاومة أم درمان أن هناك لجان «لم يتم التشاور معها ولم يتم تمثيلها». مضيفا أن اللجان تستعد لاحتجاجات جديدة.
واصلت لجان المقاومة الإحتجاجات علي وجود المجلس العسكري الإنتقالي حتي تم الإتفاق المبرم بين الحرية والتغيير والمجلس العسكري الذي تدخلت فيه دولة أثيوبيا كطرف ثالث لتقريب وجهات النظر والتوافق علي شكل الحكم في الفترة الإنتقالية وبعد محاولات عدة نجحت في التوصل لإتفاق أثمر عن وجود الحكومة المشتركة بين المكون المدني والمكون العسكري في شراكة حتي إنتهاء الفترة الإنتقالية والإستعداد للإنتخابات التي تشارك فيها كافة المكونات السياسية.

## الضحايا
وفقًا للنشطاء الذين قابلهم راديو دبنقا، قُتل عمار الدرديري في مقاطعة فتح بالإضافة إلى ثلاثة من كبار أعضاء لجان المقاومة على أيدي قوات الدعم السريع وجهاز المخابرات والأمن الوطني خلال مسيرات الاحتجاج في 30 يونيو 2019.